# Ruta 220 (Costa Rica)
La Ruta 220, oficialmente Ruta Nacional Secundaria 220, es una ruta nacional de Costa Rica ubicada en las provincias de San José y Heredia.

## Descripción
En la provincia de San José, la ruta atraviesa el cantón de Vázquez de Coronado (el distrito de Patalillo), el cantón de Moravia (el distrito de La Trinidad).
En la provincia de Heredia, la ruta atraviesa el cantón de Santo Domingo (los distritos de San Miguel, Paracito, Pará).